# Diogo Gonçalves Laço
Diogo Gonçalves Laço, reinol, veio com D. Francisco de Sousa, o governador-geral, pesquisar minas no Brasil. Casou com D. Guiomar Lopes.
Chegou a ser juiz de órfãos na Bahia em 1591. Em 1597 foi nomeado administrador de minas e capitão da vila de São Paulo, trazendo consigo para a vila os mineiros Gaspar Gomes Moalho e Miguel Pinheiro Zurara e o fundidor Domingos Rodrigues, além de regimento e ordens para receber do almoxarifado de Santos tudo de que carecesse. Em Vitória, em 1598, comandou tropa à serra de Mestre Alvaro, na sondagem de prata.
Em 1616, quando governava o Estado da Repartição do Sul D. Luís de Sousa, filho de D. Francisco, de São Paulo saiu uma bandeira com Diogo Gonçalves Laço e Francisco de Proença, moço fidalgo da câmara do infante D. Luís, a qual, tomando o rumo de Araraquara e Moji, alcançam o leito do rio Sapucaí por onde subiram, perlustrando o rio Grande, e voltaram pelo Embaú.